# 凶学の巣シリーズ
『凶学の巣シリーズ』（きょうがくのすシリーズ）は、1982年から1987年にテレビ朝日系「土曜ワイド劇場」で放送されたテレビドラマシリーズ。全3回。主演は小野寺昭。
タイトルは『森村誠一の凶学の巣』（第1作） → 『凶学の巣、その後』（第2作） → 『森村誠一の凶学の巣』（第3作）。

## キャスト

### 主要人物
樹木彪
演 - 小野寺昭
問題児が集まる暴力校・世田谷区立永沢東中学校に赴任した数学教師。かつて赴任していた学校で非行生徒をかばってヤクザを半殺しにした過去がある。
樹木かおる
演 - 浅茅陽子
樹木の妻。東光出版勤務。
教師
演 - 中原早苗（第1作・第2作）
永沢東中学校日本史教師。
冴木
演 - 安井昌二（第1作・第2作） → 南原宏治（第3作）
永沢東中学校校長。

### ゲスト
第1作『女子学級委員の謎の死 “先生、好きです”』（1982年）
- 舟木エリ（永沢東中学校3年5組学級委員） - 玉岡加奈子
- 牛山修二（永沢東中学校3年2組の番長） - 酒井晴人
- 片山（永沢東中学校3年学年主任） - 小坂一也
- 東光出版編集長 - 天田俊明
- 井上（永沢東中学校数学教師・自殺） - 松橋登
- 舟木信代（エリの母親・永沢東中学校PTA役員） - 根岸明美
- 刑事 - 幸田宗丸
- 佐伯徹、小笠原弘、山本昌平、堀光昭、四方晴美、鹿島信哉、小倉雄三、栗田八郎、田村由美、萩原弘信、西川和孝、中村銀次、上場勇、玉木弓子、戸塚珠緒、土田寿美江、荒牧照美、山本博美、那須政志、永井幸司、池田豊、田中治、鈴木幸雄

第2作『帰ってきた非行生徒に教師の反撃! “先生、許して…”』（1984年）
- 内海（永沢東中学校主任教師） - 村井国夫
- 中里の母 - 長内美那子
- 大谷（記者） - 高沢順子
- 北村（中里のクラスメイト） - 遠藤義徳
- 中里（永沢東中学校生徒・飛び降り自殺） - 松田洋治
- ヤザワ（永沢東中学校生徒・少年院を出所） - 酒井晴人
- 松尾文人、大下哲矢、伊藤高、柄沢次郎、人見きよし、松本朝夫、福田公子、石井富子、鹿島信哉、加藤茂雄、入江正徳、柄沢英二、伊藤あつ子、戸村英子、大矢兼臣、篠田薫、大峰順二、岸本功、玉木弓子、松田幸児、上村威彦、黒川武、山中千多枝、金城徹、今村博、中山佳和、星谷和美、大前洋子

第3作『母の情事を目撃した女子優等生 “先生が火だるま…”』（1987年）
- 野川昭彦（みどりの父） - 山本耕一
- みどりの母 - 白川和子
- 野上みどり（永沢東中学校の優等生） - 中本美鈴
- 高城淳一、鹿島信哉、岡本瑞恵、有田麻里、五十嵐美恵子、池田功、呉恵美子、赤木葉子、大原真理子、門脇三郎、山本令子、藤井章人、西川和孝、工藤直人、大田広昭、田沢令子、須藤由香、柴田時江、川島光代、空マメ、菅原卓幸、日比野恭隆、渡辺和重、山田鉱一、中村俊昭、浦野真彦、漣了造、岡村真美

## スタッフ
- 原作 - 森村誠一『凶学の巣』（第1作）
- 脚本 - 播磨幸兒
- 監督 - 永野靖忠
- 擬闘 - 伊奈貫太（第2作）
- 音楽 - 羽田健太郎
- プロデューサー - 須藤實、塙淳一
- 制作 - テレビ朝日、東京映画（第1作）、東京映画新社（第2作・第3作）

## 放送日程
| 話数 | 放送日         | サブタイトル                                                   | 原作         | 脚本     | 監督     | 視聴率 |
| ---- | -------------- | -------------------------------------------------------------- | ------------ | -------- | -------- | ------ |
| 1    | 1982年11月27日 | 凶学の巣 女子学級委員の謎の死 “先生、好きです”                 | 『凶学の巣』 | 播磨幸兒 | 永野靖忠 | 21.1%  |
| 2    | 1984年3月31日  | 凶学の巣その後 帰ってきた非行生徒に教師の反撃! “先生、許して…” |              | 播磨幸兒 | 永野靖忠 | 16.5%  |
| 3    | 1987年12月19日 | 凶学の巣 母の情事を目撃した女子優等生 “先生が火だるま…”        |              | 播磨幸兒 | 永野靖忠 | 16.6%  |